# Хикс-Бич, Майкл Джон, 2-й граф Сент-Олдуин
 Майкл Джон Хикс-Бич, 2-й граф Сент-Олдуин (англ. Michael John Hicks Beach, 2nd Earl St Aldwyn; 9 октября 1912 — 29 января 1992) — британский пэр и консервативный политик. Он работал в правительствах пяти разных премьер-министров.

## Происхождение и образование
Родился в замке Садели 9 октября 1912 года. Единственный сын Майкла Хикса Бича, виконта Квенингтона (1877—1916), и внук Майкла Хикса-Бича, 1-го графа Сент-Олдуина (1837—1916). Его матерью была Марджори Броклхерст (? — 1916), дочь Генри Дента Броклхерста. В течение марта и апреля 1916 года его родители и дедушка умерли одна за другой: его мать умерла 4 марта, его отец погиб в бою 23 апреля, а его дедушка умер 30 апреля. Он стал преемником своего деда в графстве в возрасте всего трех лет. Граф Сент-Олдуин получил образование в Итоне, а затем воевал во Второй мировой войне в звании майора 1-го Королевского Глостерширского гусарского полка.

## Политическая карьера
В 1954 году лорд Сент-Олдуин был назначен совместным парламентским секретарем Министерства сельского хозяйства и рыболовства в консервативной администрации Уинстона Черчилля. Этот пост он также занимал при Энтони Идене и Гарольде Макмиллане (в 1955 году министерство было переименовано в Министерство сельского хозяйства, рыболовства и продовольствия).
В 1958 году премьер-министр Гарольд Макмиллан повысил его до звания капитана Почетного корпуса джентльменов (главного правительственного кнута в Палате лордов). Он сохранял этот пост также при сэре Алеке Дуглас-Хьюме с 1963 по 1964 год. После того, как консерваторы потеряли власть в 1964 году, он занимал пост главного оппозиционного кнута в Палате лордов с 1964 по 1970 год. Когда консерваторы вернулись к власти в 1970 году при Эдварде Хите Сент-Олдуин снова был назначен капитаном Почетного корпуса джентльменов по оружию, которым он оставался до падения правительства в 1974 году.
В период с 1974 по 1977 год он снова был главой оппозиционной партии в Палате лордов. Помимо своей политической карьеры, он также был мировым судьей и заместителем лейтенанта Глостершира, а также занимал пост вице-лорда-лейтенанта Глостершира с 1981 по 1987 год. Он был приведен к присяге в Тайном совете в 1959 году, назначен кавалером ордена Британской империи в 1964 году и рыцарем-командором Ордена Британской империи в 1980 году.

## Брак и дети
26 июня 1948 года лорд Сент-Олдуин женился на Диане Мэри Кристиан Миллс (30 июля 1915 — 10 июля 1992), дочери Генри Кристиана Джорджа Миллса и Хильды Рут Оман. У них было трое сыновей:
- Майкл Генри Хикс-Бич, 3-й граф Сент-Олдуин (род. 7 февраля 1950), старший сын и преемник отца.
- Достопочтенный Питер Хью Хикс-Бич (род. 31 мая 1952—1990), художник.
- Достопочтенный Дэвид Сеймур Хикс-Бич (род. 25 мая 1955), женат с 1993 года на Катрине Луизе Сюзанне Энрикес, двое детей.

29 января 1992 года лорд Сент-Олдуин умер в своем доме в Колн-Сент-Олдвинсе от болезни сердца и колоректального рака. Ему наследовал его старший сын Майкл.